# Wolfgang Kuhlmann

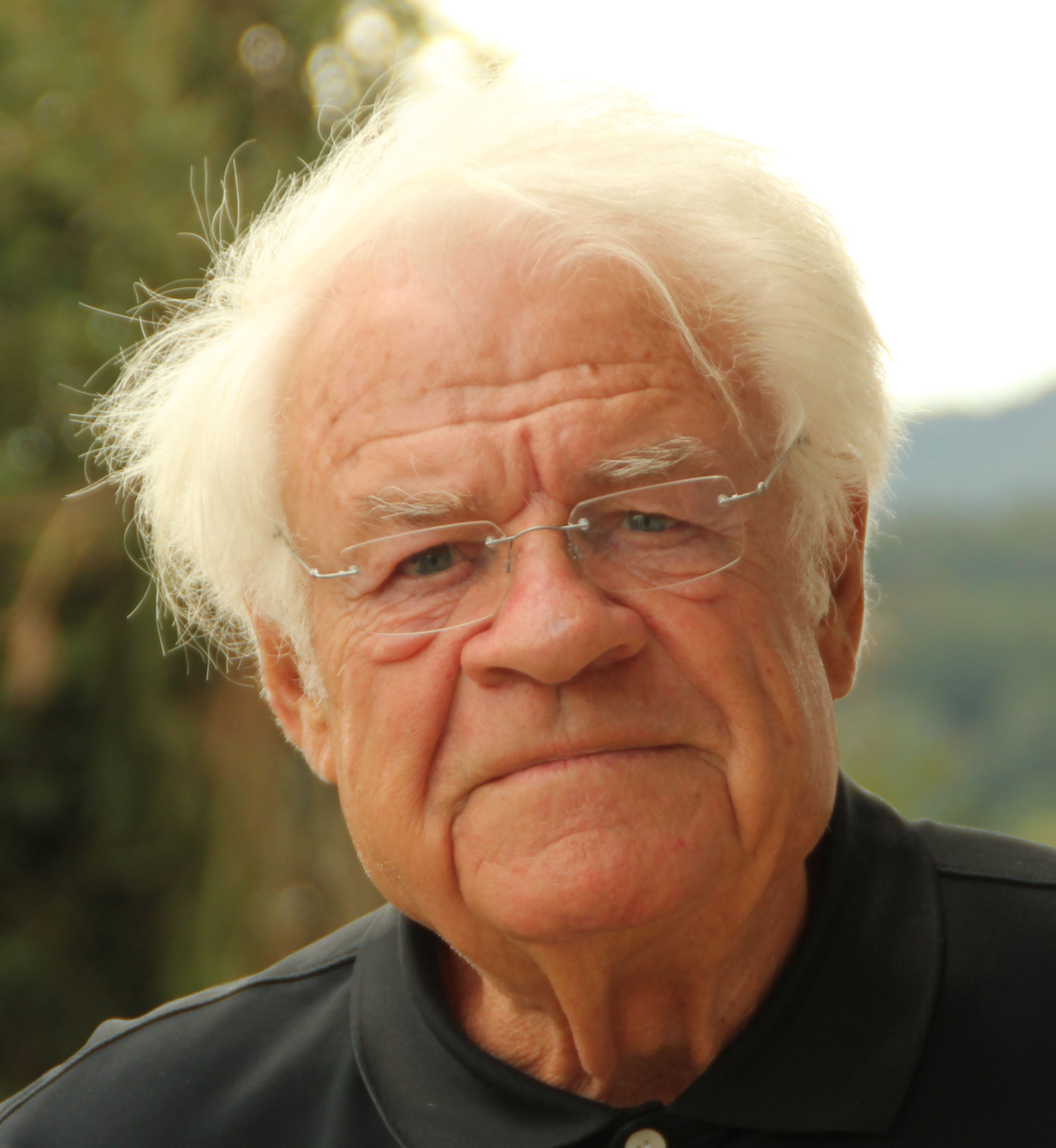

Wolfgang Kuhlmann (* 19. Oktober 1939 in Kiel)  ist ein deutscher Philosoph.

## Akademischer Werdegang
Kuhlmann studierte in Kiel, Paris, Saarbrücken und Frankfurt am Main die Fächer Germanistik, Griechisch und Philosophie. Er wurde 1974 bei seinem Lehrer und späteren Freund Karl-Otto Apel promoviert und habilitierte sich 1983 in Frankfurt. Von 1985 bis 1992 war Kuhlmann Geschäftsführer des Forum für Philosophie in Bad Homburg, anschließend von 1992 bis 1993 Universitätsprofessor an der Universität Erfurt und von 1993 bis 2005 Universitätsprofessor an der RWTH Aachen. Seit 2005 ist Wolfgang Kuhlmann im Ruhestand.

## Werk
Kuhlmann vertritt in der theoretischen Philosophie die Position der Transzendentalpragmatik, in der praktischen Philosophie die der Diskursethik und er verteidigt eine Hermeneutik, die den logischen Unterschied zwischen dem hermeneutischen Verstehen von Texten und dem „normalen“ Erkennen von Gegenständen (z. B. in den Realwissenschaften) besonders hervorhebt.
Er versteht die Transzendentalpragmatik als die heute allein noch mögliche Form der Transzendentalphilosophie, eine Form, die mit den üblich gewordenen Spielarten der Skepsis (universaler und radikaler Fallibilismus, Historismus, Holismus) fertig werden kann und die überdies eine wirklich radikale Vernunftkritik ermöglicht.
Kuhlmann betrachtet die Diskursethik als Projekt, das nicht neben den anderen Ethikformen steht, sondern das vielmehr den Rahmen für alle anderen Formen abgibt und insofern für diese sowohl basal wie auch prägend ist.
Den Unterschied zwischen „normaler“ (z. B. naturwissenschaftlicher) und hermeneutischer Erkenntnis sieht er begründet in der strukturellen Differenz zwischen einerseits der kognitiven Bemühung um Gegenstände, die wir untersuchen und über die wir Theorien oder Wissen zu erwerben versuchen und andererseits der kognitiven Bemühung um Antworten (fremde Gedanken), die selbst schon etwas über etwas sind, und die es selbst sind, was wir haben, uns aneignen und in Betrieb nehmen wollen.
Bei alledem, insbesondere in Vernunftkritik und Ethik, spielen bei Kuhlmann die für die Transzendentalpragmatik zentralen reflexiven Unhintergehbarkeitsargumente (Letztbegründungsargumente) eine tragende Rolle, ebenso wie das Privatsprachenargument, welches nach seiner Auffassung zeigt, dass als das eigentliche Vernunftsubjekt der modernen Transzendentalphilosophie nur eine Kommunikationsgemeinschaft und nicht ein einsames Ich in Frage kommt.

## Publikationen (Auswahl)
- Reflexion und kommunikative Erfahrung. Untersuchungen zur Stellung philosophischer Reflexion zwischen Theorie und Kritik. Suhrkamp Verlag, Frankfurt am Main 1975, ISBN 978-3-518-57440-9.
- Reflexive Letztbegründung. Untersuchungen zur Transzendentalpragmatik. Alber Verlag, Freiburg/München 1985, ISBN 978-3-495-47568-3.
- Kant und die Transzendentalpragmatik. Verlag Königshausen & Neumann, Würzburg 1992, ISBN 3-88479-645-3.
- Sprachphilosophie, Hermeneutik, Ethik. Studien zur Transzendentalpragmatik. Verlag Königshausen & Neumann, Würzburg 1992, ISBN 3-88479-646-1.
- Beiträge zur Diskursethik. Studien zur Transzendentalpragmatik. Verlag Königshausen & Neumann, Würzburg 2007, ISBN 978-3-8260-3321-6.
- Unhintergehbarkeit. Studien zur Transzendentalpragmatik. Verlag Königshausen & Neumann, Würzburg 2010, ISBN 978-3-8260-3417-6.
- Fremde Gedanken Fassen. Zu einem Grundzug hermeneutischen Verstehens. Verlag De Gruyter, Berlin/Boston 2020, ISBN 978-3-11-067738-6.
- Zur Struktur unserer Vernunft. Studien zur Transzendentalpragmatik. Verlag Königshausen & Neumann, Würzburg 2022, ISBN 978-3-8260-7670-1.